# Marg Helgenberger
Mary Marg Helgenberger, född 16 november 1958 i Fremont, Nebraska, är en amerikansk skådespelare. 
Helgenberger är mest känd i rollen som Catherine Willows i TV-serien CSI: Crime Scene Investigation samt hade en betydelsefull roll som Donna Jensen i Erin Brockovich. Hon har förälder som överlevt cancer och är personligen engagerad i cancerforskningen.

## Filmografi i urval
- 1988–1991 – China Beach (TV-serie)
- 1995 – Bad Boys
- 1995 – Species
- 1996 – Cityakuten (TV-serie)
- 1997 – Fire Down Below
- 1998 – Species II
- 2000 – CSI: Crime Scene Investigation (TV-Serie)
- 2000 – Erin Brockovich
- 2007 – Mr. Brooks